# Abbas Kaoud
Abbas Kaoud (en arabe : عباس قاعود), né le 2 janvier 1948 au Caire, est un joueur professionnel de squash représentant l'Égypte. Il atteint en novembre 1976 la 15e place mondiale sur le circuit international, son meilleur classement. 

## Biographie
Il est l'élève du légendaire entraîneur Dardir El Bakary et vit durant une année avec la famille de celui ci à Auckland. Il passe professionnel en 1973.
Il participe à plusieurs championnats du monde atteignant le 3e tour aux championnats du monde 1979 et s'inclinant face au futur vainqueur Geoff Hunt.